# 우술루탄

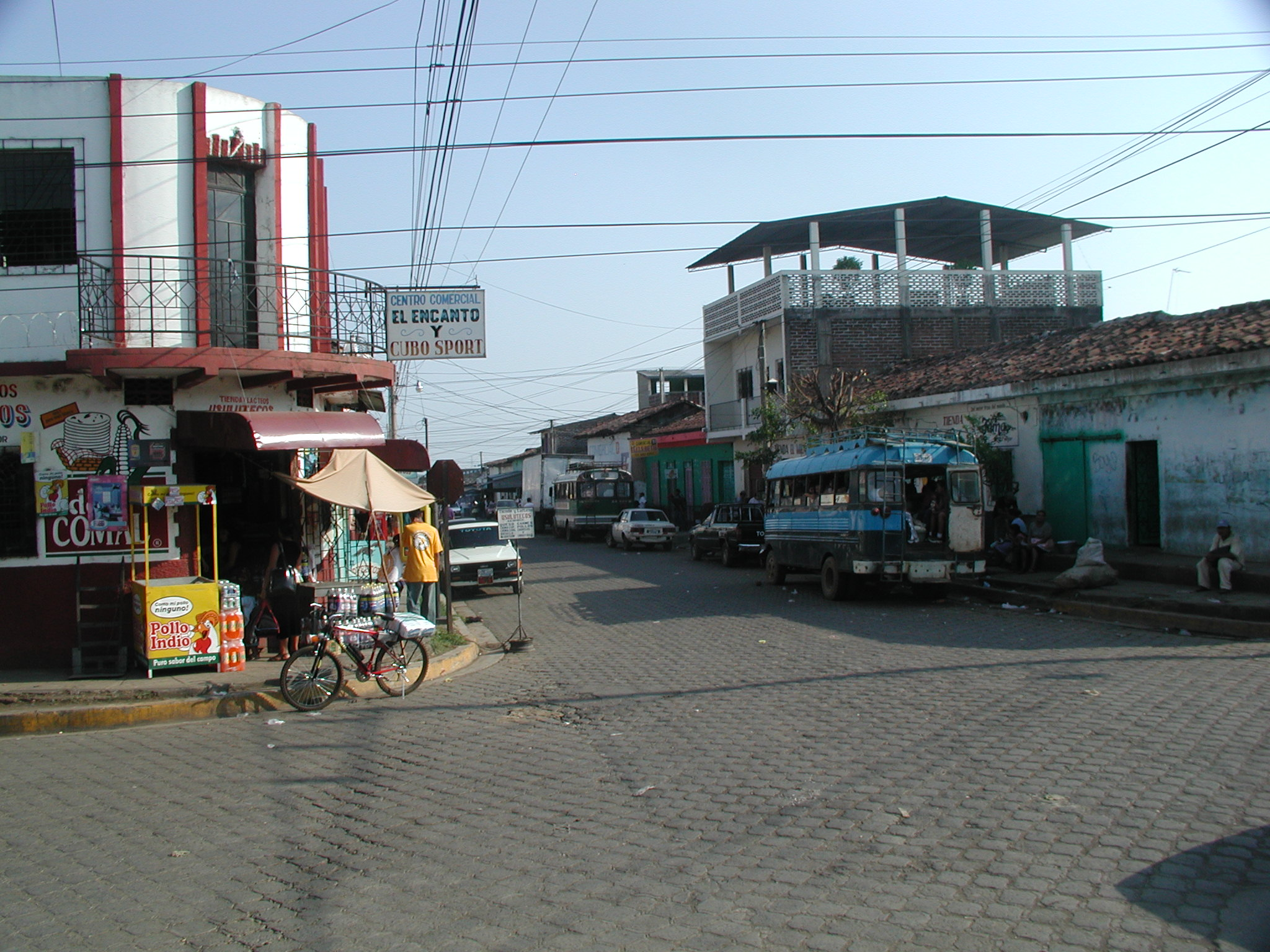
우술루탄

우술루탄(스페인어: Usulután)은 엘살바도르의 도시로 우술루탄 주의 주도이며 면적은 139.75km2, 높이는 90m, 인구는 73,064명(2012년 기준), 인구 밀도는 520명/km2이다.